# جون كونولي (كاتب)
جون كونولي (بالإنجليزية: John Connolly)‏‏ (31 مايو 1968 في دبلن - ) كاتب، وصحفي، وروائي، وكاتب سيناريو من جمهورية أيرلندا.

## الجوائز
- جائزة إدغار
- Grand prix de l'Imaginaire [الإنجليزية]‏

## روابط خارجية
- جون كونولي على موقع IMDb (الإنجليزية)
- جون كونولي على موقع ميوزك برينز (الإنجليزية)
- جون كونولي على موقع ديسكوغز (الإنجليزية)
- جون كونولي على موقع قاعدة بيانات الفيلم (الإنجليزية)